# División larga
En aritmética, la división larga es un algoritmo para dividir dos números, obteniéndose el cociente un dígito por vez. La implementación de un proceso estándar de división permite encontrar cocientes entre números arbitrariamente grandes, sin necesidad de recurrir a tablas con los resultados. Existen numerosas variantes (como el método de la potencia, o el método de la galera) dependiendo del arreglo particular de los elementos de la división. También se utiliza el término para referirse a la división larga de polinomios.
La división larga o el método de la potencia son algoritmos que «separan» o «descomponen» el problema tradicional de la división euclidiana, a saber, el de un número entero a (llamado dividendo) por un número entero b (el divisor) para obtener el cociente y el resto. El algoritmo descompone el problema de división original en varios pequeños problemas de solución metódica, cuya resolución se apoya en tablas de multiplicar o de dividir. La aplicación de estos algoritmos, con algunas variantes, es lo que comúnmente se denomina efectuar una división.

## Notaciones
Existen varias notaciones para la división larga, según el país.

### Algoritmo de la división larga
En los países anglófonos, pero también en México, y Japón, el dividendo se escribe a la derecha del divisor, el cociente se escribe encima del dividendo y los sucesivos residuos se construyen por debajo.
A su vez, existen dos variantes de esta notación según si se escriben explícitamente o no las multiplicaciones sucesivas.

#### Variante larga
Esta variante es la comúnmente utilizada en Estados Unidos. En ella se anotan las multiplicaciones sucesivas.
|                                   |  | {\displaystyle {\rm {Cociente\,}}}  |
| {\displaystyle {\rm {Divisor\,}}} |  | {\displaystyle {\rm {Dividendo\,}}} |
|                                   |  | {\displaystyle {\rm {Resto\,}}}     |

Ejemplo : División de 500 entre 4.
```
     
1
2
5
      (Detalles)
   4)500
     4        (4 
×
  
1
 = 4)
     
1
0       (5 -  4 = 
1
)
      8       (4 
×
  
2
 = 8)
      
2
0     (10 -  8 = 
2
)
      20      (4 
×
  
5
 = 20)
       0     (20 - 20 = 0)
```

Resultado : En la división de 500 entre 4 el cociente es 125 y el resto 0.

#### Variante corta
En esta variante, se omite la escritura explícita de las multiplicaciones sucesivas.
```
     
1
2
5
     (Detalles)
   4)500
     
1
0       (5 -  4 = 
1
)
      
2
0     (10 -  8 = 
2
)
       0     (20 - 20 = 0)
```

### Método de la potencia
Se escribe el dividendo arriba a la izquierda y el divisor arriba a la derecha. El cociente se construye paso a paso y se escribe debajo del divisor. Como en el caso anterior, existen básicamente dos variantes, una larga y otra corta, según si se escriben o no de forma explícita los restos sucesivos y los dividendos sucesivos bajo el primer dividendo.

#### Variante larga
En el siguiente ejemplo, se calcula cada múltiplo y enseguida el resto, efectuando la sustracción indicada.
Ejemplo : División de 6359 entre 17.
| 6   | 3 | 5 | 9 | 17 |
| - 5 | 1 |   |   | 3  |
| 1   | 2 |   |   |    |
|     |   |   |   |    |

| 6   | 3 | 5 | 9 | 17 |
| - 5 | 1 |   |   | 37 |
| 1   | 2 | 5 |   |    |
| - 1 | 1 | 9 |   |    |
|     |   | 6 |   |    |

| 6   | 3 | 5 | 9 | 17  |
| - 5 | 1 |   |   | 374 |
| 1   | 2 | 5 |   |     |
| - 1 | 1 | 9 |   |     |
|     |   | 6 | 9 |     |
|     | - | 6 | 8 |     |
|     |   |   | 1 |     |

Resultado : En la división de 6359 entre 17 el cociente es 374 y el resto 1.

#### Variante corta
Esta variante consiste en efectuar a la vez las sustracciones sin escribirlas explícitamente.
En el ejemplo siguiente, estas restas implícitas se indican con sub-índices. 
| 6 | 23 | 5 | 9 | 17 |
| 1 | 2  |   |   | 3  |
|   |    |   |   |    |
|   |    |   |   |    |

| 6 | 3 | 5 | 9 | 17 |
| 1 | 2 | 5 |   | 37 |
|   | 0 | 6 |   |    |
|   |   |   |   |    |

| 6 | 3 | 5 | 9  | 17  |
| 1 | 2 | 5 |    | 374 |
|   | 0 | 6 | 29 |     |
|   |   | 0 | 1  |     |

### Otras notaciones

#### Alemania
En Alemania se utiliza una variante del método de la potencia, solo que sustituyendo las barras que separan dividendo, divisor y cociente por el signo usual de la división en una sola línea (: o ÷).
```
     959 ÷ 7 = 1
3
7
   (Detalles) 
     7                (7 
×
 
1
 = 7)
     
2
5               (9 - 7 = 
2
)
     21               (7 
×
 
3
 = 21)
      
4
9              (25 - 21 = 
4
)
      49              (7 
×
 
7
 = 49)
       0              (49 - 49 = 0)
```

#### Países Bajos
En los Países Bajos se utiliza una variante del método de la galera, similar al método de la división larga de la Anglosfera solo que el cociente se escribe a la derecha del dividendo y no encima del mismo.
```
  11 / 135 \ 12
       11
       --
        25
        22
        --
         3
```

## Generalización

### Números decimales
El algoritmo para la división larga (o el método de la potencia) se generaliza al caso de números decimales; el pasaje de la coma decimal al dividendo induce la aparición de la coma decimal en el cociente.
Ejemplo : división de 63,59 por 17 por el método de la potencia (se resuelve como la división de 6359 por 17).
| 6 | 3 | , | 5 | 9 | 17 |
| 1 | 2 |   |   |   | 3  |
|   |   |   |   |   |    |
|   |   |   |   |   |    |

| 6 | 3 | , | 5 | 9 | 17  |
| 1 | 2 | , | 5 |   | 3,7 |
|   |   |   | 6 |   |     |
|   |   |   |   |   |     |

| 6 | 3 | , | 5 | 9 | 17   |
| 1 | 2 | , | 5 |   | 3,74 |
|   |   |   | 6 | 9 |      |
|   |   |   |   | 1 |      |

El mismo algoritmo permite prolongar el proceso más allá del separador decimal y obtener un valor aproximado del cociente con tantas cifras decimales como se desee. 
Ejemplo: valor aproximado de 63/17 al milésimo por división larga (se resuelve como la división de 63000 por 17).
|    |   | 3 | , | 7 | 0 | 5 |
| 17 | 6 | 3 | , | 0 | 0 | 0 |
|    | 1 | 2 | , | 0 |   |   |
|    |   |   |   | 1 | 0 |   |
|    |   |   |   | 1 | 0 | 0 |
|    |   |   |   |   | 1 | 5 |

### Polinomios
La generalización de la división larga de polinomios recibe el nombre de división polinomial. 